# Miguel Santos Pravos
Miguel Santos Pravos (Anderlecht, 19 juli 1991) is een Braziliaans-Belgische voetballer die als doelman speelt.

## Clubcarrière

### AFC Tubize
Miguel Santos Pravos is een jeugdproduct van AFC Tubize. Op 12 december 2009 maakte hij na anderhalf jaar zijn debuut in de basis van Tubize, van de resterende 20 matchen van dat seizoen speelde hij er 19. Ondanks dit was hij in 2010/2011 niet titularis. Van de eerste 4 speeldagen van het seizoen startte hij er 3 in de basis, In deze 3 matchen slikte hij echter 7 goals en hield hij 0 keer de 0 (een van deze 3 matchen was een keeperswissel in de 77ste minuut uit bij KSK Heist, 2-2 op het moment van de wissel, in de 13 minuten die hij speelde slaagde hij ook niet de nul te houden). Hierna duurde het tot 12 februari 2011 voordat hij een nieuwe kans kreeg, hij mocht 9 minuten invallen nadat Kevin Debaty geblesseerd naar de kant moest uit bij Lommel SK, in de overige 9 matchen van het seizoen maakte hij er 8 vol. In 2011/2012 speelde Santos Pravos slechts 1 match, een bekermatch die men met 0-3 cijfers verloor van Eersteklasser RAEC Mons. In 2012/13 was hij net zoals in 2011/12 voornamelijk derde keeper, Santos Pravos startte 2 matchen, hierin werd gewonnen tegen White Star Brussel (1-0) en verloren tegen  SK Sint-Niklaas (0-2). Beide werden gespeeld toen Tubize niet meer kon promoveren of degraderen. In 2013/2014 speelde Santos Pravos 18 matchen, nadat hij de eerste 8 matchen van het seizoen vanuit de tribune had mogen toekijken. Van de 18 matchen hierna startte hij er 17 in de basis. In de laatste 8 matchen van het seizoen werd hij weer naar de tribune verwezen.

### FCV Dender EH
Hierna trok hij naar FCV Dender EH, hier was hij 2 seizoenen titularis in derde klasse.

### RWD Molenbeek
Daarna trok hij naar RWDM, hier was hij voornamelijk reservekeeper achter Anthony Sadin. Alleen in 2016/2017 was hij eerste keeper voor Molenbeek.